# Pipehill
Pipehill är en by i civil parish Hammerwich, i distriktet Lichfield, i grevskapet Staffordshire i England. Byn är belägen 3 km från Lichfield. Pipehill var en civil parish 1866–1894 när blev den en del av Wall och Lichfield St Michael. Civil parish hade 139 invånare år 1891.